# Mahmut Esat Bozkurt

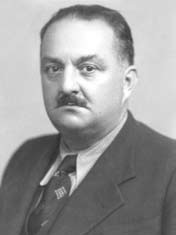
Mahmut Esat Bozkurt

Mahmut Esat Bozkurt (osmanisch محمود اسعد İA Maḥmūd Esʿad, * 1892 in Kuşadası; † 21. Dezember 1943 in Istanbul) war ein türkischer Jurist und Politiker. Bozkurt war 1922/23 Wirtschaftsminister und von 1924 bis 1930 Justizminister.

## Leben
Mahmut Esat wurde 1892 als Sohn von Hasan Bey in Kuşadası geboren. Die wohlhabende Familie besaß dort Ländereien. Der Vater war erst Bürgermeister der Stadt und später Abgeordneter im Rat der Provinz Izmir.:20 Die Großeltern waren als muslimische Flüchtlinge von der Peloponnes gekommen.:20

### Ausbildung
Bozkurt besuchte bis 1908 die Grundschule in seinem Heimatort und Sekundarschulen in Izmir und Istanbul und schloss 1912 ein Studium der Rechtswissenschaften an der Darülfünun ab. Anschließend studierte er Jura an der Universität Freiburg in der Schweiz. Dort schloss er seine Promotion über die unilaterale Rücknahme der Kapitulation des Osmanischen Reiches mit summa cum laude ab. Während dieser Zeit lebte er in Lausanne und wurde dort bald Vorsitzender des Lausanner Foyer turc, einer türkischen Studentenvereinigung, die der jungtürkischen Bewegung nahestand.:21 Nach der Landung griechischer Truppen in Izmir im Jahr 1919 kehrt er in das Osmanische Reich zurück und schloss sich der türkischen Nationalbewegung im türkischen Befreiungskrieg an.

### Politische Karriere
Am 23. April 1920 wurde er Abgeordneter für Izmir in der Großen Nationalversammlung der Türkei und blieb bis zu seinem Tod im Jahr 1943 Mitglied der Nationalversammlung.
Bozkurt wurde am 12. Juli 1922 Wirtschaftsminister im 4. „Rat der Vollzugsbeauftragten“:24 und blieb in dieser Position auch im 5. Rat der Vollzugsbeauftragten bis zum 24. September 1923. Nach der Gründung der Republik am 29. Oktober 1923 wurde er zum Abgeordneten von Izmir gewählt und vom 22. November 1924 bis zum 27. September 1930 in der 3., 4. und 5. Regierung der Türkei unter Fethi Okyar und İsmet İnönü Justizminister.
Bozkurt gilt als Vater grundlegender Gesetze der Republik Türkei. Er war als Justizminister für die Abfassung des Türkischen Zivilgesetzbuch von 1926 verantwortlich, das auf dem Schweizer Zivilgesetzbuch von 1907 basierte und verfasste dessen Präambel.:20 Außerdem wurden unter seiner Aufsicht das neue türkische Strafgesetzbuch von 1926, die Konkurs- und Vollstreckungsgesetze sowie die Seehandels- und Handelsgesetze erarbeitet.
Nach seinem Rücktritt als Justizminister wurde er Professor für Internationales Recht an der Fakultät für Rechtswissenschaften der Ankara Üniversitesi und für Verfassungsrecht an der Fakultät für Politikwissenschaften. 1941 wurde er in den Ruhestand verabschiedet, blieb aber bis zu seinem Tod Abgeordneter der Nationalversammlung.
Bozkurt starb am 21. Dezember 1943 an den Folgen einer Intrazerebralen Blutung. Er wurde in seinem Heimatort Kuşadası bestattet.

## Der FallLotus
Mahmut Esat Bozkurt wurde auch bekannt für seine juristische Vertretung der Republik Türkei in der Lotus-Entscheidung des Ständigen Internationalen Gerichtshofs. Am 2. August 1926 war der französische Dampfer Lotus auf hoher See mit dem türkischen Schiff  Bozkourt kollidiert. Dabei kamen acht türkische Seeleute um. Der wachhabende Offizier des französischen Schiffes wurde daraufhin von der Türkei festgenommen und verurteilt. Die französische Regierung verklagte daraufhin die Türkei vor dem Internationalen Gerichtshof, weil man glaubte, die Türkei hätte kein Recht gehabt, den französischen Staatsbürger zu inhaftieren. Die französische Seite wurde von dem bekannten Rechtsprofessor Jules Basdevant vertreten, Bozkurt vertrat die türkische Seite und gewann: Der Gerichtshof verwarf die Klage Frankreichs.
Bozkurts Geburtsname war Mahmut Esat. Nach dem Namensgesetz von 1934 wählte er den Nachnamen Bozkurt, welchen ihm Mustafa Kemal Atatürk in Anlehnung an Bozkurts Engagement im Lotus-Fall gegeben hatte.

## Werke

### Als Autor
- Lotus Davasında Türkiye-Fransa Müdafaaları (1927)
- Masonlar Dinleyiniz! (1932)
- Liberallik Masalı (1932)
- Türk İhtilalinde Vatan Müdafaası (1934)
- Türk Köylü ve İşçilerinin Hakları (1939)
- Devletlerarası Hak (1940)
- Atatürk İhtilali (1940)
- Aksak Timur’un Devlet Politikası (1943)

### Als Übersetzer
- Avrupa ve Amerika Devletler Umumî Hukuk Mebdeleri (1929)